# Ligne Tōgane
La ligne Tōgane (東金線, Tōgane-sen) est une ligne ferroviaire du réseau JR East au Japon. Elle relie les gares d'Ōami et Narutō dans la préfecture de Chiba.

## Histoire
La ligne Tōgane ouvrit entre Ōami et Tōgane en 1900. En 1907, la ligne est nationalisée par la Société gouvernementale des chemins de fer japonais qui prolonge la ligne à Narutō en 1911.
La ligne est électrifiée en 1 500 V depuis le 1er octobre 1973.

## Caractéristiques

### Ligne
- Longueur : 13,8 km
- Ecartement : 1 067 mm
- Alimentation : 1 500 Vcc par caténaire
- Nombre de voies : Voie unique

### Tracé
|  |

### Services et interconnexion
À Ōami, certains trains continuent sur la ligne Sotobō jusqu'à la gare de Chiba. Il existe un aller-retour quotidien entre les gares de Tokyo et Narutō.

### Liste des gares
| Gare       | Nom japonais | Distance depuis Ōami (km) | Correspondances                   | Localisation  | Localisation        |
| ---------- | ------------ | ------------------------- | --------------------------------- | ------------- | ------------------- |
| Ōami       | 大網         | 0                         | JR East : Sotobō (interconnexion) | Ōamishirasato | Préfecture de Chiba |
| Fukudawara | 福俵         | 3,8                       |                                   | Tōgane        | Préfecture de Chiba |
| Tōgane     | 東金         | 5,8                       |                                   | Tōgane        | Préfecture de Chiba |
| Gumyō (ja) | 求名         | 9,6                       |                                   | Tōgane        | Préfecture de Chiba |
| Narutō     | 成東         | 13,8                      | JR East : Sōbu                    | Sanmu         | Préfecture de Chiba |

## Materiel roulant
La ligne Tōgane est parcourue par des rames 209 et E233.

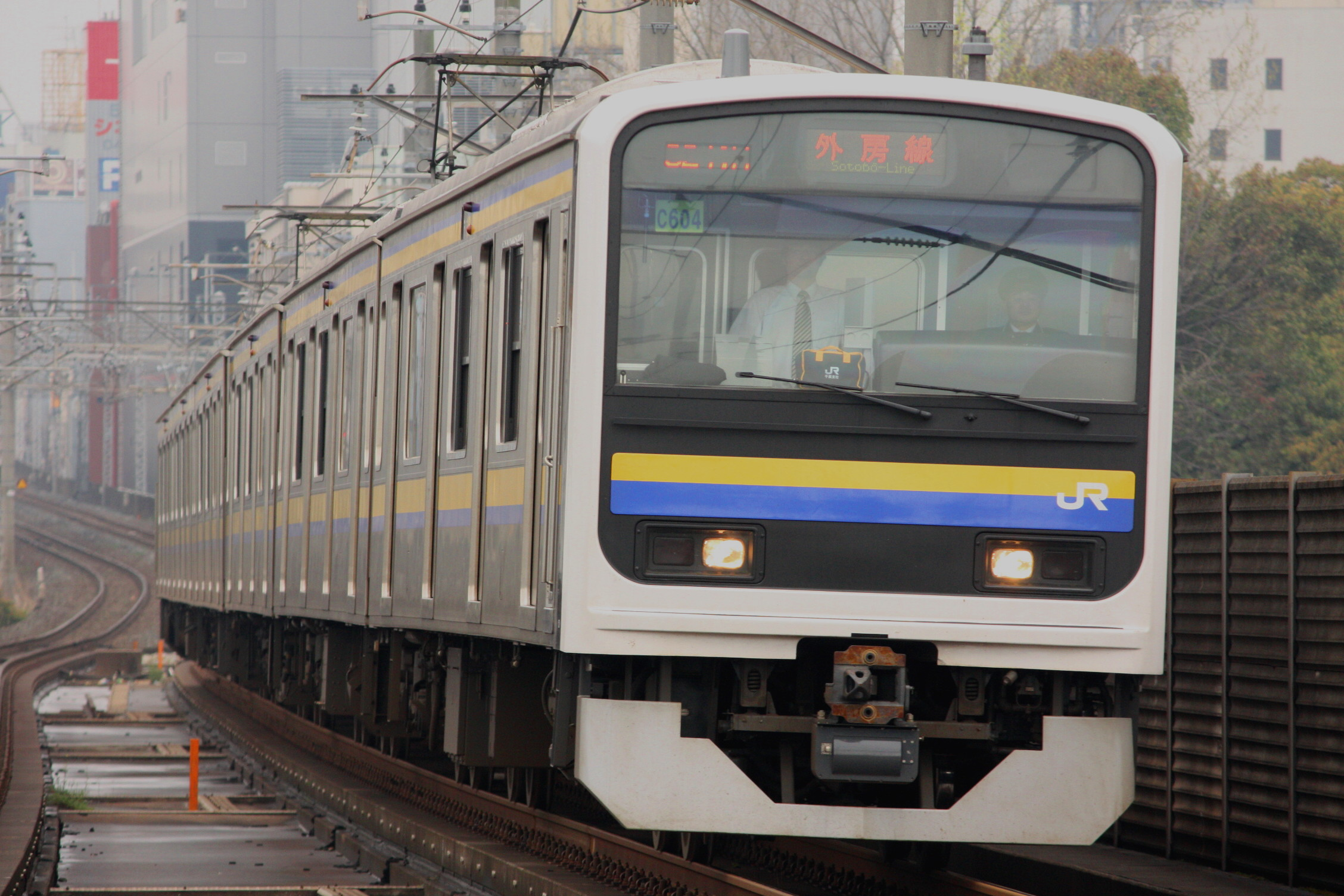
Série 209
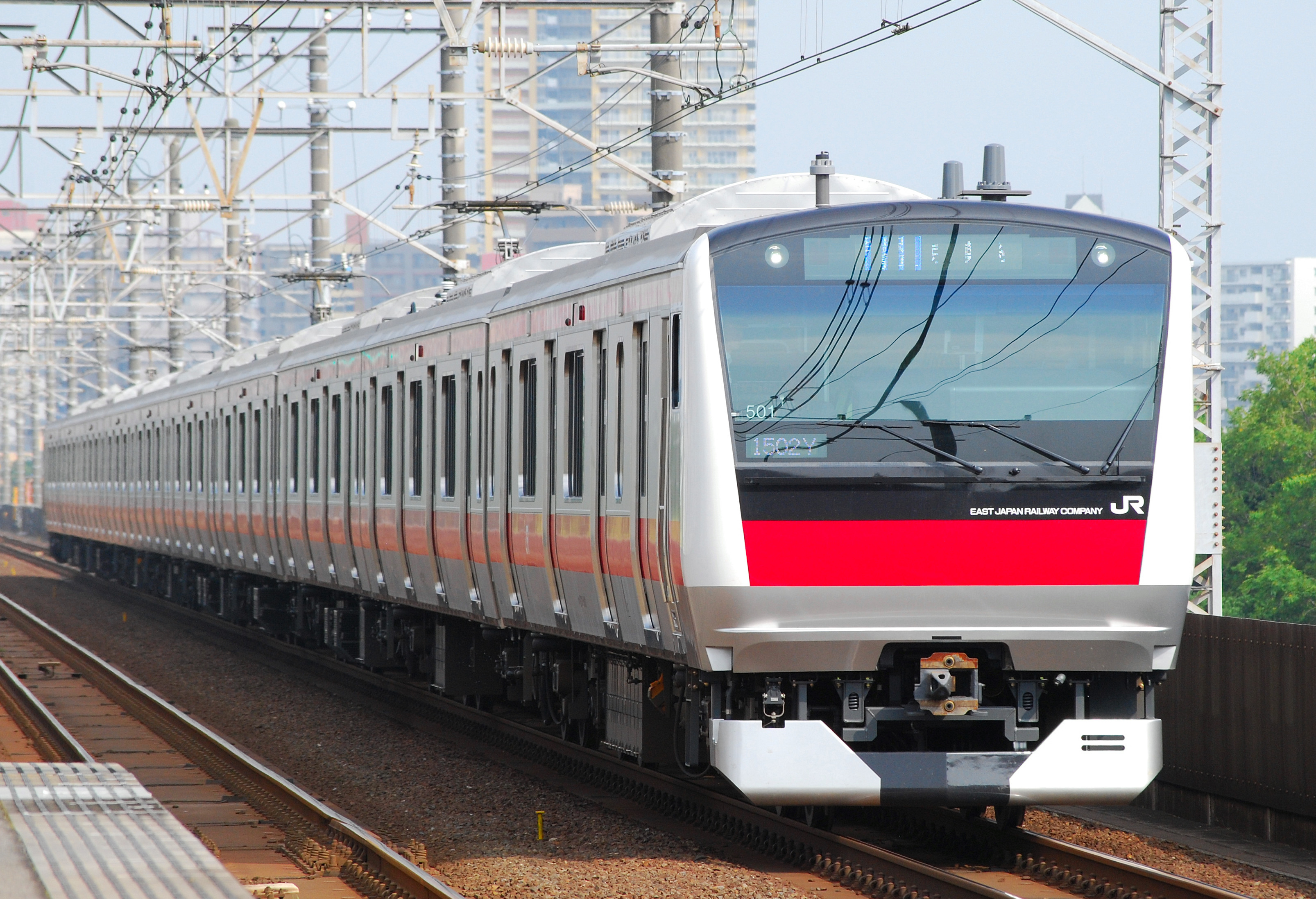
Série E233